# Paris-Roubaix 1922
La 23e édition de la course cycliste Paris-Roubaix a eu lieu le 16 avril 1922 et a été remportée par le Belge Albert Dejonghe.

## Classement final
|    | Cycliste            | Équipe           | Temps |
| -- | ------------------- | ---------------- | ----- |
| 1  | Albert Dejonghe     | -                |       |
| 2  | Jean Rossius        | La Française     |       |
| 3  | Émile Masson senior | Alcyon           |       |
| 4  | Paul Deman          | Automoto-Russell |       |
| 5  | Charles Lacquehay   | -                |       |
| 6  | Gaetano Belloni     | Bianchi-Salga    |       |
| 7  | Alfons van Hecke    | JB Louvet-Soly   |       |
| 8  | Léon Scieur         | La Française     |       |
| 9  | Marcel Gobillot     | -                |       |
| 10 | Henri Pélissier     | Automoto-Russell |       |